# 2747 Český Krumlov
A 2747 Český Krumlov (ideiglenes jelöléssel 1980 DW) a Naprendszer kisbolygóövében található aszteroida. Antonín Mrkos fedezte fel 1980. február 19-én.